# Elvira Popescu

Actrița Elvira Popescu.

Elvira Popescu (alternativ: Popesco; n. 10 mai 1894, București, România – d. 11 decembrie 1993, Paris, Île-de-France, Franța) a fost o actriță română de teatru și film, directoare de scenă, care a făcut carieră în Franța.

## Biografie
Elvira Popescu, devenită prin căsătorie contesă De Foy, a dat dovadă încă din copilărie de talente scenice: grație în mișcări, prestanță la mers, vioiciune, limpezime în grai și un dar de imitație ascuțit și plin de haz. În jurul vârstei de 11 ani, părinții i-au descoperit talentul actoricesc în momentul în care și-au dat seama că fetița era capabilă să imite perfect personaje și situații. După puțin timp, unchiul ei, actorul Ion Nicolescu, a inițiat-o pe Elvira Popescu în tainele actoriei și a îndrumat-o să-și continue studiile în acest domeniu. Astfel, a absolvit cu brio Conservatorul de Artă Dramatică din București, clasa Aristizzei Romanescu, a Luciei Sturdza-Bulandra și a lui C.I. Nottara. În 1910, la doar 16 ani, a debutat dintr-o întâmplare. Actrița care urma să joace în piesa de pe scena Teatrului Național din București s-a îmbolnăvit și Elvira a fost cea desemnată s-o înlocuiască. Interpretarea a fost un succes și a fost angajată la Teatrul Național, unde i s-au dat încă de la începutul carierei sale roluri principale. La 19 ani este societară a Teatrului Național.
S-a căsătorit mai întâi cu actorul Aurel Athanasescu, cu care a avut o fiică, de altfel unicul ei copil, Tatiana Cornelia, însă Elvira Popescu a divorțat de acesta pentru a se căsători apoi cu ministrul de Finanțe din perioada interbelică, liberalul Ion Manolescu-Strunga. A divorțat și de ministru când s-a decis să plece în Franța, în 1923.
În anul 1919, la doar 25 de ani, a fost numită director artistic al Teatrului Excelsior, pe care l-a înființat împreună cu actorul Ion Iancovescu iar în anul 1921, Elvira Popescu a înființat, alături de actorul Ion Manolescu, Teatrul Mic din București, pe care îl va conduce în paralel cu funcția deținută la Excelsior.
Elvira Popescu, actrița care a cunoscut faima internațională la Paris, era preferata membrilor casei regale. Regele Ferdinand I, care nici el nu era „ușă de biserică”, la Iași se afla adesea în preajma actriței. Când nu putea fi lângă ea, regele îi trimitea scrisori de dragoste, „pline de un sentimentalism dulceag, romantic”, Regina Maria o numea „trufanda”, iar principele moștenitor Carol al II-lea și Elena Lupescu o aveau ca prietenă apropiată în exil. Relația Elvirei Popescu cu regele Ferdinand I a fost dezvăluită chiar de către actriță prietenelor ei din teatru, care n-au putut ține secretul iar secretul actriței a ajuns și la urechile directorului general al teatrelor, Alexandru Mavrodi. Potrivit lui Pamfil Șeicaru „Mavrodi s-a dus la actriță și a speriat-o: «Ce-ai făcut, nenorocito ? Ai arătat la toată lumea scrisorile regelui. Acum va sosi Siguranța să-ți facă percheziție. Ocna te mănâncă !» Tremurând de frică actrița l-a întrebat ce trebuie să facă. «Încredințează-mi scrisorile, eu le ascund și când vei fi întrebată, să faci pe ingenua, să declari că sunt minciuni născocite, din invidie, de celelalte actrițe». Dintre corsete, cămăși, E.P. a scos pachetul de scrisori“. Foarte curând Elvira Popescu avea să plece la Paris — unde s-a bucurat de un mare succes, iar Alexandru Mavrodi va cunoaște o puternică ascensiune, ajungând ministru”.
În anul 1923, Elvira Popescu a plecat la Paris cu piesa Patima roșie și, pentru o vreme, și-a stabilit reședința în Franța, o decizie care i-a schimbat radical destinul. Autorii francezi au ocupat un loc de predilecție în repertoriul ei, dintre care Louis Verneuil, la vremea aceea unul din cei mai spirituali și în vogă autori de vodeviluri, a fost favoritul ei. Tot el a angajat-o pentru prima dată în 1923 la Teatrul De la Michodière din Paris și a scris special pentru ea rolul Soniei din comedia Verișoara din Varșovia, pe care Elvira a acceptat să o pună în scenă în Franța, deși nu stăpânea perfect limba franceză. Aproape instantaneu, „L'accent d'Elvira Popescu” a devenit proverbial. Critica a elogiat-o in corpore, fapt care este foarte rar întâlnit în Franța, supranumind-o „Reine du Boulevard”, „Notre Dame du Théâtre”, „Monstre Sacré” etc. În interpretarea Elvirei, comedia Verișoara din Varșovia a avut peste 1.000 de reprezentații. Același Verneuil, care a scris mai târziu special pentru Elvira Popescu numeroase piese de teatru (Ai să te măriți cu mine, Amantul doamnei Vidal, sau Trăiască regele), a jucat, de fapt, un rol decisiv în viața și cariera talentatei actrițe.
Cariera teatrală a Elvirei Popescu a durat neîntrerupt timp de 65 de ani.  Pentru o atât de lungă perioadă de timp, repertoriul pieselor interpretate de ea a fost totuși relativ restrâns. În afară de piesele lui Louis Verneuil, a mai jucat în creațiile lui Henry Bernstein, André Roussin, Sacha Guitry. Explicația repertoriului relativ redus este simplă, toate piesele în care Elvira Popescu era protagonistă țineau afișele cu anii, fiind extrem de solicitată de public. Unele dintre ele au depășit 2000 de spectacole, ceea ce rămâne o performanță rareori egalată de alți actori și/sau actrițe.
Elvira a cochetat și cu cinematografia și a jucat alături de Alain Delon și Claudia Cardinale.A debutat pe ecran în 1912, în Independența României, în regia lui Grigore Brezeanu. În 1923 a primit rolul principal în filmul Țigăncușa de la iatac, în regia lui Alfred Halm. Cariera cinematografică a actriței numără peste 40 de roluri și se întinde pe o perioadă cuprinsă între anii 1920 și 1970, cu o activitate mult mai intensă în anii 1930 și 1940. Chiar dacă Elvira Popescu a fost considerată de critică ca neegalând în calitate de protagonistă a ecranului triumfurile teatrale, actrița a creat totuși și pe memoria de celuloid anumite personaje remarcabile. A jucat în filmele „La Présidente”, „ls étaient neuf célibataires”, „Austerlitz”, „Plein Soleil”, ș.a.m.d.
În schimb, ca actriță pe scenă, Elvira Popescu era realmente inegalabilă, posedând toate atuurile, subtilitățile, nuanțele și finețele profesiunii.
Elvira Popescu și-a asumat și răspunderea conducerii unor companii teatrale, fiind co-directoare alături de actorul Hubert de Malet, la Théâtre de Paris și Théâtre Marigny.
Elvira Popescu a încercat să fugă de cel de-Al Doilea Război Mondial, ea obținând la 17 iunie 1940, împreună cu fiica ei, viza de Portugalia, țară unde voia să se refugieze. N-au mai reușit să plece și au rămas în Franța pe toată perioada ocupației. La data acordării vizei, fiica actriței, contesa Tatiana Cornelia Lecointre - născută Athanasescu, era trecută în catastifele oficiale diplomatice cu vârsta de 26 ani, iar Elvira Popescu - cu vârsta de 46 ani, ceea ce face ca 1894 să fie confirmat drept anul nașterii sale. Viza fusese emisă de consulul portughez de la Bordeaux, Aristide de Sousa Mendes, care a nesocotit astfel ordinul ui Antonio de Oliveria Salazar, conducătorul Portugaliei. Acesta emisese Circulara nr. 14 prin care trasa diplomaților directiva de a refuza orice primire în țară a evreilor, a rușilor și a oricăror alți cetățeni care căutau un adăpost. Documentele se află în arhiva Fundației Sousa Mendes, înființată în memoria consulului. Însă, chiar înainte de izbucnirea celui de-Al Doilea Război Mondial, Elvira s-a căsătorit cu baronul Maximilien Sébastien Foy, care a devenit ulterior conte. Verneuil, cel care o propulsase pe scenele pariziene și cu care formase un cuplu măcinat de tot felul de scandaluri, a suferit de depresie după despărțirea de actrița româncă. S-a sinucis în 1952, într-o cameră a Hotelului Terminus – Saint Lazare din Franța, lăsând în urmă trei testamente, toate valabile, dintre care două o numeau moștenitoare pe Elvira Popescu. A urmat un proces în urma căruia actrița româncă a fost declarată unica moștenitoare a celui care o adusese în Franța. Aceasta n-a fost singura moștenire de care a avut parte Elvira. După moartea lui, în 1967, și contele Foy i-a lăsat o avere impresionantă și o proprietate la Mezy.
Nu de puține ori, Elvira Popescu, în plină glorie pe scena pariziană, continua să vorbească cu drag și dor de originile ei românești:
„În primul rând, în fiecare seară eu mă rog în limba română, în limba poporului meu, și ascult mereu muzică românească și folclor românesc. Eu sunt româncă. Când am venit aici, puteam să mă bucur de cele mai mari plăceri. Dar m-am sacrificat cu totul pentru munca mea ca să nu mă fac de rușine, să nu se spună ceva neplăcut despre un actor român, pentru că asta am fost la început, o actriță româncă.”—Elvira Popescu, interviu
La o vârstă foarte înaintată, fără să-și piardă farmecul, a continuat să țină un salon deschis în apartamentul său din Avenue Foch, frecventat de toată protipendada literară, artistică, financiară și politică (de toate nuanțele) a Parisului.  André Roussin, Guy de Rothschild, Jacques Chirac, Pierre Cardin, Valéry Giscard d'Estaing, precum și mulți alții, se numărau printre cei care o priveau și o ascultau fermecați.
A fost distinsă cu premiul „Molière” pentru cea mai bună actriță, decernat de asociația actorilor francezi, și de două ori cu ordinul Legiunea de Onoare, una dintre cele mai înalte distincții ale statului francez.
A încetat din viață la venerabila vârstă de 99 de ani, la Paris. Este înmormântată într-un splendid cavou în marmură (no. 119,diviziunea 89), pe o alee lăturalnică, aproape de ieșirea din Cimitirul Père-Lachaise din Paris. În semn de recunoștință una dintre sălile Théâtre Marigny îi poartă numele. De asemenea, cinematograful din Institutul Francez din România îi poartă numele.

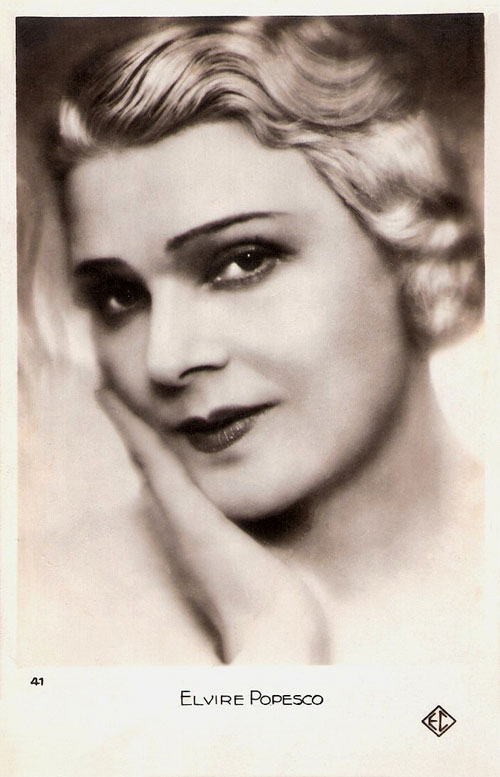
Afiș din 1925
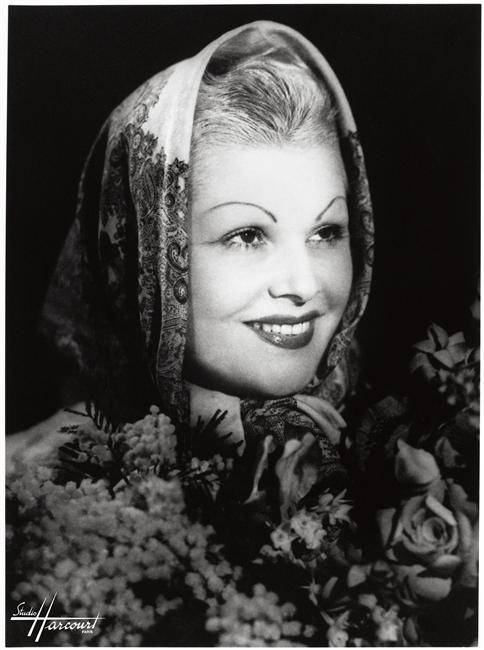
În 1940

## Filmografie
Filmografia Elvirei Popescu se întinde pe o perioadă destul de lungă, din 1912 și până în anii 1970. Vârful activității filmice se găsește într-o perioadă de circa 12 ani, 1931 - 1943, urmată de o revitalizare în anii 1960.  Iată o listă invers cronologică a filmografiei actriței.
- 1912 : Independența României regia Aristide Demetriade
- 1923 : La Jeune Fille de la mansarde (Țigăncușa de la iatac) regia Alfred Halm
- 1931 : L'Étrangère regia Gaston Ravel
- 1931 : Ma cousine de Varsovie regia Carmine Gallone
- 1932 : Sa meilleure cliente de Pierre Colombier
- 1934 : Une femme chipée de Pierre Colombier
- 1935 : Dora Nelson de René Guissart
- 1936 : Le Roi de Pierre Colombier
- 1936 : L'Homme du jour de Julien Duvivier
- 1936 : L'Amant de madame Vidal d'André Berthomieu : Catherine Vidal
- 1937 : La Maison d'en face de Christian-Jaque
- 1937 : L'habit vert de Roger Richebé
- 1937 : Le Club des aristocrates de Pierre Colombier
- 1937 : À Venise, une nuit de Christian-Jaque
- 1938 : Tricoche et Cacolet de Pierre Colombier
- 1938 : La Présidente de Fernand Rivers
- 1938 : Éducation de prince de Alexander Esway
- 1938 : Eusèbe député d'André Berthomieu
- 1938 : Mon curé chez les riches de Jean Boyer
- 1939 : Le Veau gras de Serge de Poligny
- 1939 : Le Bois sacré de Léon Mathot et Robert Bibal
- 1939 : Derrière la façade de Georges Lacombe et Yves Mirande
- 1939 : L'Héritier des Mondésir de Albert Valentin
- 1939 : Ils étaient neuf célibataires de Sacha Guitry
- 1940 : Paradis perdu d'Abel Gance
- 1941 : Parade en sept nuits de Marc Allégret : Madame
- 1941 : L'Âge d'or de Jean de Limur
- 1941 : Mademoiselle swing de Richard Pottier
- 1941 : Le Valet maître de Paul Mesnier
- 1942 : Fou d'amour de Paul Mesnier
- 1942 : Frédérica de Jean Boyer
- 1942 : Le Voile bleu de Jean Stelli
- 1960 : Austerlitz regia Abel Gance
- 1960 : În plin soare de René Clément

1. "Au théâtre ce soir"
- La voyante (1972) - episod de televiziune, personajul Karma
- La locomotive (1968) - episod de televiziune, personajul Sonia
- La mama (1967) - episod de televiziune, personajul Rosaria

2. Austerlitz (1960), a interpretat personajul Laetitia Bonaparte
- La Battaglia di Austerlitz, în Italia
- Napoleone ad Austerlitz, în Italia
- The Battle of Austerlitz, în SUA

3. Plein soleil (1960), a interpretat personajul Doamna Popova
- Purple Noon, în Marea Britanie și SUA
- Blazing Sun, doar în Marea Britanie
- Delitto in pieno sole, în Italia
- Full Sun, în Australia, tradus corect în engleză
- Lust for Evil, în SUA, alt titlu

4.  Fou d'amour (1943), a interpretat personajul Arabella
5.  Le Voile bleu (1942), a interpretat personajul Mona Lorenza
- The Blue Veil, în țări de limbă engleză

6.  Frédérica (1942), a interpretat personajul cu același nume, Frédérica
7. Mademoiselle Swing (1942), a interpretat personajul Sofia
8. L'Âge d'or, (1942), a interpretat personajul Véra Termutzki
9. Le valet maître, (1941), a interpretat personajul Antonia
10. Parade en 7 nuits (1941), a interpretat personajul Madame
11. Paradis perdu (1940), a interpretat personajul Sonia Vorochine
- Four Flights to Love, în SUA
- Paradise Lost, în Marea Britanie

12. L'héritier des Mondésir, a interpretat personajul Erika Axelos
- The Mondesir Heir, titlu internațional în engleză

13. Le bois sacré, (1939), a interpretat personajul Francine Margerie
- Sacred Woods, titlu internațional în engleză

14. Ils étaient neuf célibataires (1939), titlu internațional în engleză Contesa Stacia Batchefskaïa
- Nine Bachelors, titlu internațional în engleză

15. Le veau gras, (1939), a interpretat personajul La princesse
16. Derrière la façade (1939), a interpretat personajul Madame Rameau
- 32 Rue de Montmartre, Franța, redenumirea ulterioară a filmului

17. Eusèbe député (1939), a interpretat personajul Mariska
18. Éducation de prince (1938), a interpretat personajul Regina Silistriei
- Bargekeepers Daughter, în SUA

19.  La Présidente, (1938), a interpretat personajul Vérotcha
20.  Mon curé chez les riches (1938)
21.  Tricoche et Cacolet (1938), a interpretat personajul Bernardine Van der Pouf
22.  L'homme du jour, (1937), a interpretat personajul Mona Talia
- The Man of the Hour

23.  À Venise, une nuit (1937), a interpretat personajul Nadia
24.  Le club des aristocrates, (1937)
25.  L'habit vert, (1937), a interpretat personajul Duchesse de Malévrier
26.  Le Roi, (1936), a interpretat personajul Therese Mannix
- The King, în SUA

27.  La maison d'en face, (1936) 
- The House Across the Street, în SUA

28.  L'amant de Madame Vidal, (1936)
29.  Dora Nelson (1935), a interpretat personajele Dora Nelson și Suzanne Verdier
30.  Une femme chipée (1934)
31.  Sa meilleure cliente (1932)
32.  Ma cousine de Varsovie (1931), a interpretat personajul Sonia
33.  L'Étrangère, (1931), a interpretat personajul Miss Clarkson
34.  Țigăncușa din iatac (1923)
35.  Independența României (1912)